# Abu Anas al-Liby
Abu Anas al-Liby (arabisch أبو أنس الليبي, DMG Abū Anas al-Lībī; bürgerlich نزيه عبد الحميد الرقيعي / Nazīh ʿAbd al-Ḥamīd ar-Ruqaiʿī; * 30. März 1964 oder 14. Mai 1964 in Tripolis; † 2. Januar 2015 in der Nähe von New York City) war ein libyscher Terrorverdächtiger, der als wichtigster Computerexperte von al-Qaida galt. Im Oktober 2001 (kurz nach den Anschlägen auf das World Trade Center in New York) setzte das FBI al-Liby auf die Liste der meistgesuchten Terroristen.

## Leben
Al-Liby studierte in Libyen. Währenddessen gehörte er der islamistischen Opposition an. Anfang der neunziger Jahre zog al-Liby in den Sudan, wo er sich Osama bin Laden anschloss. 1995 erhielt er als Gaddafi-Gegner kurzzeitig politisches Asyl in Großbritannien. Er soll später, 1998, zu den Drahtziehern der Terroranschläge auf die Botschaften der Vereinigten Staaten in Daressalam und Nairobi gehört haben. Anfang Oktober 2013 wurde al-Liby in Tripolis von der amerikanischen Spezialeinheit Delta Force unter Mithilfe von CIA und FBI festgenommen und anschließend ohne Anwalt verhört.
Die libysche Regierung äußerte in einer Stellungnahme, von der Operation nichts gewusst und ihr nicht zugestimmt zu haben. Zudem sollte al-Liby vor ein libysches Gericht gestellt werden. Nach Angabe hochrangiger, anonymer amerikanischer Regierungsmitarbeiter habe die libysche Regierung der Operation Wochen zuvor grundsätzlich zugestimmt.
Al-Liby wurde wegen Terrorismus angeklagt, unter anderem wurde ihm Beihilfe zur Planung der Bombenanschläge auf die Botschaften der Vereinigten Staaten in Daressalam und Nairobi vorgeworfen. Er erschien am 15. Oktober 2013 vor dem Manhattaner Bundesgericht und plädierte auf nicht schuldig. Da eine erhöhte Fluchtgefahr vermutet und er als Gefahr für die öffentliche Sicherheit eingestuft wurde, verweigerte das Gericht eine vorläufige Freilassung auf Kaution.
Abu Anas al-Liby starb am 2. Januar 2015, kurz vor dem Beginn des Gerichtsprozesses gegen ihn, an den Folgen einer Erkrankung an Hepatitis C und Leberkrebs im Alter von 50 Jahren.